# Frances Percy, duquesa de Northumberland
Frances Percy, duquesa de Northumberland (21 de diciembre de 1752 - 28 de abril de 1820), nacida Frances Julia Burrell, fue la segunda esposa de Hugh Percy, II duque de Northumberland, y madre del tercer y el cuarto duque.
Frances era la tercera hija del abogado Peter Burrell y de Elizabeth Lewis. Su hermano era Peter Burrell, 1st Baron Gwydyr, y sus dos hermanas eran también esposas de aristócratas: Elizabeth, esposa del duque de Hamilton (más tarde marqués de Exeter), e Isabella, condesa de Beverley, casada con Algernon, el cuñado de Frances.

## Matrimonio e hijos
Se casó con el futuro duque, entonces conde, en mayo de 1779, poco después de la anulación de su matrimonio con Lady Anne Chrichton-Stuart. Frances se convirtió e duquesa consorte en 1786, tras la muerte de su suegro.
Tuvo varios hijos:
- Lady Charlotte Percy (1780-1781), fallecida en la infancia.[5]
- Lady Elizabeth Percy (1781-1820)[4]
- Lady Julia Percy (1783-1812)[4]
- Hugh Percy, III duque de Northumberland (1785-1847), casado con Lady Charlotte Florentia Clive, sin descendencia.
- Lady Agnes Percy (1785-1856), melliza del anterior,[5] casada con el general Frederick Thomas Buller y sin hijos.
- Lord Henry Percy (1787-1794), fallecido en la infancia.[5]
- Lady Emily (or Amelia) Percy (1789-1844), casada con el teniente general James Murray, I Barón Glenlyon, con descendencia.[6]
- Lady Frances Percy (1791-1803), fallecida sin descendencia.[5]
- Algernon Percy, IV duque de Northumberland (1792-1865), casado con Lady Eleanor Grosvenor, pero sin descendencia.

## Fallecimiento
El duque murió en 1817, tres años antes que su esposa, la duquesa viuda. Tres meses antes había fallecido su hija Elizabeth  en Syon House. Como su hija Elizabeth y su hermana Isabella, Frances fue enterrada en la cripta de Northumberland en la Abadía de Westminster.